# Moloschkowytschi
Moloschkowytschi (ukrainisch Молошковичі; russisch Молошковичи Moloschkowitschi, polnisch Mołoszkowice) ist ein Dorf in der westukrainischen Oblast Lwiw mit etwa 680 Einwohnern.
Am 12. Juni 2020 wurde das Dorf ein Teil neu gegründeten Stadtgemeinde Nowojaworiwsk im Rajon Jaworiw; bis dahin bildete es zusammen mit dem Dorf Pidluby die Landratsgemeinde Berdychiw (Бердихівська сільська рада/Berdychiwska silska rada) im Rajon Jaworiw.

## Geschichte
Der Ort wurde im Jahre 1456 als Moloczkowycze urkundlich erwähnt, und dann als Moloskovycze (1515), Mołoszkowice (1661–1665, 1700, 1765), Mołoszkowice także Mołostkowice (1885). Der Name ist patronymisch abgeleitet vom Vornamen Молошко (von молодий, deutsch jung) mit dem typischen patronymischen slawischen Wortende.
Der Ort gehörte zunächst zum Lemberger Land in der Woiwodschaft Ruthenien der Adelsrepublik Polen-Litauen. Bei der Ersten Teilung Polens kam das Dorf 1772 zum neuen Königreich Galizien und Lodomerien des habsburgischen Kaiserreichs (ab 1804), seit 1867 war er hier in den Bezirk Jaworów eingegliedert.

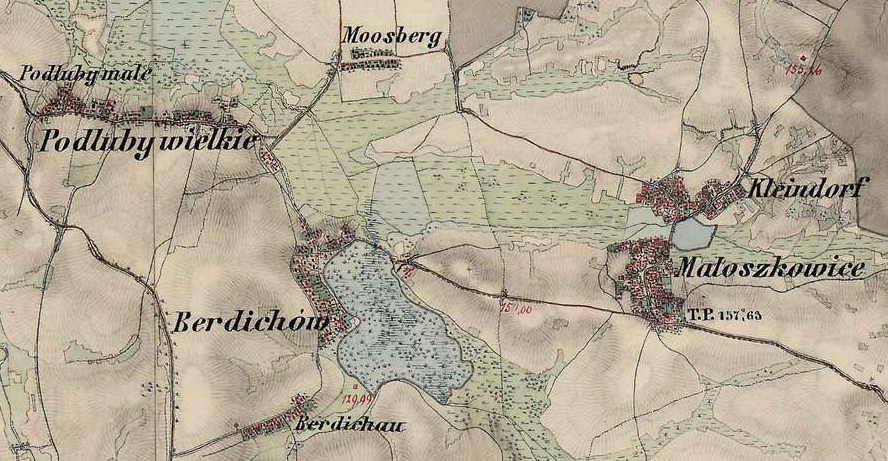
Berdychiw mit Berdikau, Podluby Wielkie mit Moosberg und Małoszkowice mit Kleindorf auf der Franziszeischen Landesaufnahme um die Mitte des 19. Jahrhunderts

Etwa an der Wende des 18. Jahrhunderts wurden auf dem Grund des Dorfes deutsche Siedler angesiedelt. Der Ortsteil wurde Kleindorf genannt, war aber zu klein für eine unabhängige Gemeinde.
Im Jahre 1900 hatte die Gemeinde Mołoszkowice 167 Häuser mit 942 Einwohnern, davon 877 ruthenischsprachig, 65 deutschsprachig, 874 griechisch-katholisch, 9 römisch-katholisch, 16 Juden, 43 anderen Glaubens.
Nach dem Ende des Polnisch-Ukrainischen Kriegs 1919 kam die Gemeinde zu Polen. Im Jahre 1921 hatte sie 162 Häuser mit 930 Einwohnern, davon 901 Ruthenen, 29 Polen, 910 griechisch-katholisch, 13 römisch-katholisch, 7 israelitisch.
Im Zweiten Weltkrieg gehörte der Ort zuerst zur Sowjetunion und ab 1941 zum Generalgouvernement, ab 1945 wieder zur Sowjetunion, heute zur Ukraine.